# Blaptopstethini
Blaptopstethini – plemię pluskwiaków różnoskrzydłych z rodziny dziubałkowatych i podrodziny Anthocorinae.
Dziubałkowate te mają wyraźne szczecinki makroskopowe na głowie i niepunktowanym przedpleczu. Czułki ich mają nitkowate i zaopatrzone w długi i smukłe szczecinki człony trzeci i czwarty. Kłujka ma trzeci człon nie krótszy od czwartego i zwykle sięga ku tyłowi za biodra odnóży środkowej pary. Półpokrywy mają niepunktowane międzykrywki. Odnóża zwieńczone są pazurkami pozbawionymi przylga. Golenie przedniej i środkowej pary odnóży u obu płci zwykle wyposażone są w fosullae spongiosae. Większe kolce na tylnych goleniach samców występować mogą tylko u wierzchołka. U samców brak na czwartym i piątym sternicie odwłoka otworu gruczołowego, natomiast tylna krawędź czwartego stenitu lub jej okolica zaopatrzona jest w pędzelek ze szczecinek. Samice mają na odwłoku parę rurek kopulacyjnych umieszczoną na błonie między segmentami siódmym i ósmym.
Plemię to zamieszkuje głównie strefę tropikalną Starego Świata (rozmieszczenie paleotropikalne).
Takson ten wprowadził w 1972 roku Jacques Carayon. Należą doń 2 rodzaje:
- Blaptostethoides Carayon, 1972
- Blaptostethus Fieber, 1860